# Horace and Pete
Horace and Pete je americký internetový seriál. Jeho autorem a režisérem všech epizod je komik Louis C.K., který v něm rovněž ztvárnil hlavní roli. Děj se odehrává v brooklynském baru, jehož vlastníkem je Horace (C.K.) a jeho bratranec Pete (Steve Buscemi). V dalších rolích se zde představili Edie Falco, Steven Wright, Alan Alda a další. Titulní píseň k seriálu napsal Paul Simon. Ten rovněž v poslední epizodě hrál. V poslední epizodě rovněž zazněla píseň „America“ od dua Simon & Garfunkel. Vzniklo celkem deset dílů seriálu. První byl odvysílán 30. ledna 2016 bez předchozího oznámení na stránkách Louise C.K. Následně byla každý týden představena nová epizoda, přičemž poslední měla premiéru 2. dubna 2016.